# Tombeau de Paul Bert
Le tombeau de Paul Bert est le lieu d'inhumation de Paul Bert située au cimetière Dunant (ou cimetière Saint-Amâtre) à Auxerre en France. La tombe est particulièrement connue pour le gisant en bronze de Auguste Bartholdi qui orne la tombe. Le fondeur du gisant était Thiébaut.
Paul bert est enterré dans ce tombeau en 1888, à la suite du rapatriement de sa dépouille depuis Hanoï, quelques mois après son décès.

## Présentation
Le gisant ornant la tombe est réalisée en bronze et représente Paul Bert lui-même : il est représenté mourant et drapé dans les drapeaux français et annamite (de l'Indochine française), la tête posée sur un oreiller lui-même juché sur une pile de livres.
Sur la tombe en  granit elle-même est gravé : « Sciences et Patrie ». Ainsi que les états de service de Paul Bert :

« PAUL BERT

Auxerre 1833

Hanoi 1886

Professor à la Sorbonne

Membre de l’Institut

Deputé de l’Yonne

Ministre de lnstruction Publique
 
Et des Cultes

Premier Résident Général

En Annam et an Tonkin »

Un arrière-plan représente le rayonnement du soleil de la science et de la République.
La collaboratrice et épouse de Paul Bert, Josephine Clayton (1846-1916), et la sœur de celle-ci, Anna Clayton (1856-1928), sont également enterrées dans ce tombeau. L'inscription suivante est alors ajoutée :

« MADAME PAUL BERT

Née JOSEPHINE CLAYTON

Collaboratrice de son mari

Banff 3 Oct 1846

Paris 6 Juin 1916

ANNA CLAYTON

1856 - 1928 »